# فهرست خدایان بین‌النهرین

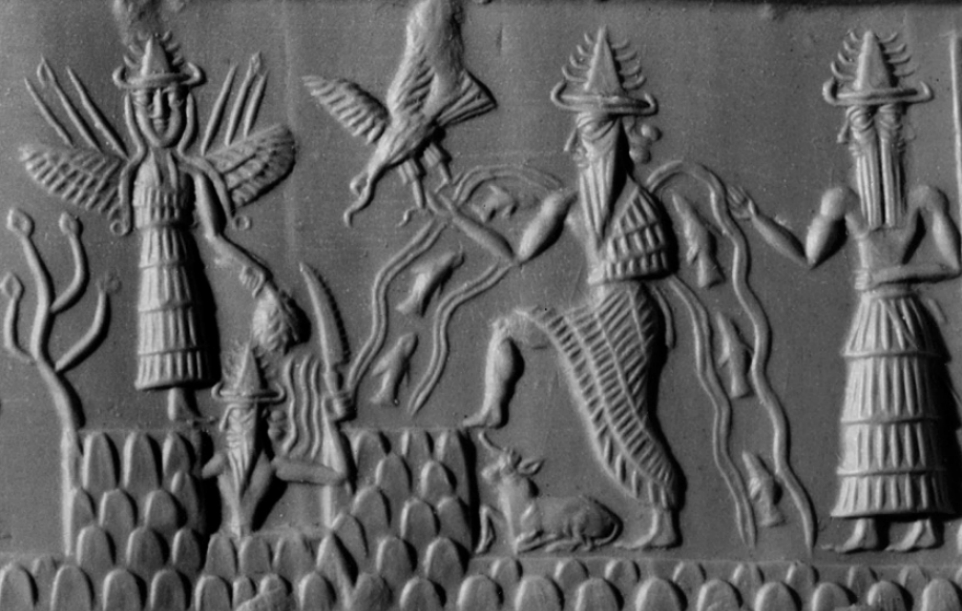
مهر استوانه‌ای اکدی (ح. ۲۳۰۰ پیشا دوران مشترک) که در آن خدایان اینانا، اوتو، اِنکی و ایسیمود به تصویر کشیده می‌شوند.

فهرست خدایان بین‌النهرین  شامل خدایانی است که تقریباً همگی‌شان انسان‌انگار بودند. تصور می‌شد که آنها دارای قدرت خارق‌العاده‌ای هستند و اغلب در اندازه فیزیکی مهیبی مجسم می‌شدند. خدایان معمولا مِلَم بر تن داشتند، جسمی ناشناخته که «آنها را در شکوهی ترسناک می‌پوشاند» و قهرمانان، شاهان، غول‌ها و حتی شیاطین می‌توانستند آن را بپوشند. تاثیری که دیدن ملم یک خدا بر انسان می‌گذارد با واژه نی (خواب‌رفتگی) توصیف شده است. هر دو زبان سومری و اکدی واژه‌های زیادی برای بیان احساس نی دارند، از جمله واژه پولوهتو که معنای آن «ترس» است. خدایان تقریبا همیشه با کلاه شاخدار به تصویر کشیده می‌شوند که تا هفت جفت شاخ گاو بر آن قرار دارد. آنها همچنین گاهی اوقات با لباس‌هایی به تصویر کشیده می‌شدند که زیورآلات تزئینی طلائی و نقره‌ای به استادی بر آنان دوخته شده است.
در بین‌النهرین باستان معتقد بودند که خدایان در آسمان زندگی می‌کنند اما مجسمه خدا، تجسم فیزیکیِ خود خدا است. از این رو، بت‌ها مورد توجه و مراقبت دائمی قرار می‌گرفتند و گروهی از کاهنان برای نگهداری از آنان تعیین می‌شدند. این کاهنان بر تن مجسمه لباس می‌پوشاندند و در برابر آنان سفره غذا قرار می‌دادند تا «بخورند». اعتقاد بر این بود که معبد یک خدا، محل واقعی زندگی آن خداست. خدایان قایق نیز داشتند، دوبه‌هایی که معمولا در معابدشان نگهداری می‌شد و در طول جشن‌های مذهبی گوناگون برای انتقال مجسمه‌های آیینی آنان در مسیر آبراه‌ها استفاده می‌شد. خدایان همچنین ارابه‌هایی داشتند که برای انتقال مجسمه‌های آیینی آنان از طریق راه زمینی بود. گاهی بت خدا را به محل نبرد می‌بردند تا بتواند شاهد رخ دادن نبرد باشد. اعتقاد بر این بود که خدایان اصلیِ جرگه خدایان بین‌النهرینی در «مجمع خدایان» شرکت می‌کنند که در آن همه تصمیمات خدایان گرفته می‌شود. این مجمع به عنوان همتای الهیِ سیستم قانون‌گذاری نیمه‌دموکراتیکی در نظر گرفته می‌شد که در دوره سلسله سوم اور (ح. ۲۱۱۲ تا ح. ۲۰۰۴ پیشا دوران مشترک) وجود داشت.
طولانی‌ترین فهرست متنی به نام آن = آنوم است که شامل ۲٬۰۰۰ نام خدایان است. گاهی به اشتباه از آن به عنوان فهرستی از خدایان سومری و همتایان اکدی آنها نام برده شده‌است، اما در واقع درباره روابط خدایان و نیز توضیح کوتاهی درباره کارکردهای آنها است. افزون بر همسران و فرزندان خدایان، خدمتکاران آنها نیز در فهرست ذکر شده‌اند.

## خدایان اصلی
| نام                                     | تصویر | مرکز فرهنگی غالب                                                                     | اجرام آسمانی  | جزئیات |
| --------------------------------------- | --- | ------------------------------------------------------------------------------------ | ------------- | --- |
| آن آنو                                  | Cuneiform sign for "Anu" or "Heaven" | معبد ایینا در اوروک                                                                  | آسمان استوایی | آن (در سومری)، بعداً با نام آنو (در اکدی) شناخته شد. خدای اعلی و «پیشبرنده اصلیِ خلقت» که مظهرش آسمان است. او نخستین و دورترین نیاست که در الهیات نطفه‌اش به عنوان خدای آسمان در «تیرگی برین» بسته شد. در برخی از نظام‌های اعتقادی، همه خدایان فرزند آن و همسرش،کی، محسوب می‌شوند. با این حال، آنو خود در متون گوناگون (فهرست خدایان، افسون‌ها و ...) به وجود آمده از هستی‌های ازلی توصیف می‌شد و انلیل اغلب شجره خانوادگی مفصل خود را داشت که جدا از شجره آنو بود. با اینکه (حداقل از زمان نخستین سوابق مکتوب) خدای اعلی توصیف می‌شد، خدای اصلی در آیین انلیل بود. بنا بر این، به گفته ویلفرد جی. لمبرت، برتری آنو «تقریبا همیشه صوری» بود. لولودانیتو، سنگی رنگارنگ (قرمز، سفید و سیاه) با او پیوند داشت. |
| انلیل نونامنیر، الیل                    | Ancient Persian cylinder seal dating to between 550 and 330 BC, depicting an unidentified king wearing the horned crown, Enlil's primary symbol                    | معبد اکور در نیپور                                                                   | آسمان شمالی   | انلیل، بعداً به نام الیل شناخته شد، خدای باد، هوا، زمین و طوفان و رئیس همه خدایان بود. سومریان انلیل را خدایی خیرخواه و مهربان تصور می‌کردند که مراقب بشریت و به دنبال خیر آنان است. سرودی سومری، انلیل را چنان باشکوه توصیف می‌کند که حتی دیگر خدایان نیز نمی‌توانستند به او نگاه کنند. آیین او ارتباطی نزدیک با شهر مقدس نیپور داشت و پس از غارت نیپور توسط ایلامیان در ۱۲۳۰ پیشا دوران مشترک، آیین او رو به زوال نهاد. در نهایت، او در مقام خدای اصلی با مردوک، خدای ملی بابلی‌ها و آشور که همان مقام را برای آشوریان داشت، جایگزین شد. او با لاجورد پیوند داشت. |
| انکی نودیمود، نینشیکو، ائا              | Detail of Enki from the Adda Seal, an ancient Akkadian cylinder seal dating to circa 2300 BC                                                                       | معبد ای-آبزو در اریدو                                                                | آسمان جنوبی   | انکی، بعداً با نام ائا شناخته شد. |
| مردوک                                   | Marduk and his dragon Mušḫuššu, from a Babylonian cylinder seal | بابِل                                                                                 | مشتری         | مردوک خدای ملی بابِلیان است. |
| آشور                                    | A Neo-Assyrian "feather robed archer" figure, symbolizing Ashur | آشور                                                                                 |               | آشور خدای ملی آشوریان بود. |
| نبو                                     | Statue of Nabu from his temple at Nimrud, on display at the British Museum                                                                                         | بورسیپا                                                                              | عطارد         | نبو خدای بین‌النهرینی کاتبان و نوشتن بود. |
| ناننا-سوئن ناننا، انزو، زوئن، سوئن، سین | Nanna-Suen depicted in a cylinder seal impression | معبد ا-کیش-نو-گال در اور و معبدی دیگر در حران                                        | ماه           | ناننا، انزو یا زوئن («پروردگار خرد») در سومری، بعداً در زبان اکدی به سوئن و سین تغییر یافت، خدای ماه در بین‌النهرین باستان است. |
| اوتو شَمَش                                | Representation of Shamash from the Tablet of Shamash (c. 888 – 855 BC), showing him sitting on his throne dispensing justice while clutching a rod-and-ring symbol | معابد ای-باببار در سیپار و لارسا                                                     | خورشید        | اوتو، بعداً با نام شمش خوانده شد، خدای خورشید در بین‌النهرین باستان است. |
| اینانا ایشتار                           | Babylonian terracotta relief of Ishtar from Eshnunna (early second millennium BC)                                                                                  | معبد ایانا در اوروک، گرچه او معابدی در نیپور، لاگاش، شوروپاک، زابالا و اور نیز داشت. | زهره          | اینانا که بعداً با نام ایشتار شناخته شد، «مهم‌ترین ایزدبانوی بین‌النهرین باستان در همه دوره‌ها است.» او الهه عشق، سکس، روسپی‌گری و جنگ است. |
| نینهورسگ دمگالنونا، نینماه              | Akkadian cylinder seal impression depicting a vegetation goddess, possibly Ninhursag, sitting on a throne surrounded by worshippers (circa 2350-2150 BC)           | معبد ای-ماه در اداب، کِش                                                              |               | نینهورسگ («بانوی رشته کوه‌ها») که با نام دمگالنونا، نینماه، نینتور و ارورو نیز شناخته می‌شود، مادر-ایزدبانوی بین‌النهرینی است. |
| نینورتا نینگیرسو                        | Ninurta shown in a palace relief from Nineveh | معبد ای-شو-مِ-شا در نیپور، گیرسو، لاگاش، و بعداً کالحو در آشور                         | زحل           | نینورتا که با نام نینگیرسو نیز شناخته می‌شود، خدای جنگاور بین‌النهرینی است که از زمان‌های نخستین در سومر پرستش می‌شده‌است. |
| نرگال                                   | Ancient Parthian carving of the god Nergal from Hatra, dating to the first or second century AD                                                                    | معبد ای-مِسلم در کوثا و مشکان-شاپیر                                                   | مریخ          | نرگال مربوط به جهان زیرین است. |
| دموزی تموز                              | Ancient Sumerian cylinder seal impression showing Dumuzid being tortured in the Underworld by the galla demons                                                     | بادتیبیرا و کوارا (سومر)                                                             |               | دموزی که بعداً با نام دگرگون‌یافته تموز در بین‌النهرین باستان شناخته شد، خدای شبانان و همسر اصلی ایزدبانو اینانا است. خواهر او ایزدبانو گشتینانا است. دموزی علاوه بر این‌که خدای شبانان است، خدایی کشاورزی که مربوط با رشد گیاهان است، نیز محسوب می‌گردد. مردم خاور نزدیک باستان دموزی را با فصل بهار مرتبط می‌دانستند، زمانی که زمین حاصلخیز و پربار بود ولی در ماه‌های تابستان که زمین خشک و بایر بود، گمان می‌رفت که دموزی «مرده» است. در ماه تموز که در میانه تابستان است، مردم سراسر سومر بر مرگ او سوگواری می‌کردند. داستان‌های متداول فراوانی در سراسر خاور نزدیک دربارهٔ مرگ او وجود داشت. |
| ارشکیگال                                | The "Burney Relief," which is believed to represent either Ereshkigal or her younger sister Ishtar (c. 19th or 18th century BC)                                    | کوثا                                                                                 | مار باریک     | ارشکیگال ملکه جهان زیرینِ بین‌النهرین بود. او در قصری به نام گنزیر زندگی می‌کرد. در روایت‌های اولیه، شوهر او گوگالانا است که شخصیت او مشخص نشده است اما بعدا خدای شمالی نرگال در این نقش قرار گرفت. نگاهبان دروازه او، خدایی به نام نتی و سوکال (وزیر) او نامتار بود. در شعر فرورفتن اینانا به جهان زیرین، ارشکیگال به عنوان «خواهر بزرگتر» اینانا توصیف می‌شود. در فهرست خدایان آن-آنوم، او در ابتدای بخشی می‌آید که به خدایان جهان زیرین اختصاص داده شده است. |

## خردخدایان
| نام    | تصویر | مرکز فرهنگی غالب                                          | جزئیات |
| ------ | --- | --------------------------------------------------------- | --- |
| گیلگمش | Possible representation of Gilgamesh as Master of Animals, grasping a lion in his left arm and snake in his right hand, in an Assyrian palace relief, from Dur-Sharrukin, now held in the Louvre | اوروک، روستایی کوچک در نزدیک اور، لاگاش، گیرسو، در، نیپور | اکثر مورخان عموماً می‌گویند که گیلگمش پادشاه تاریخی دولت‌شهراوروک بوده، که به احتمال زیاد حکمرانی‌اش در اوایل «دورهٔ آغازین دودمانی (بین‌النهرین)» (ح. ۲۹۰۰–۲۳۵۰ پیشا دوران مشترک) بوده‌است. قطعاً می‌دانیم که در اواخر دورهٔ آغازین دودمانی (بین‌النهرین) در نقاط مختلف سومر به مقام خدایی بوده‌است. در قرن بیست‌ویک پیشا دوران مشترک اوتو-هنگال، پادشاه اوروک گیلگمش را به عنوان خدای حامی خود پذیرفت. پادشاهان سلسله سوم اور علاقه خاصی به گیلگمش داشتند و او را "برادر ایزدی" و "دوست" می‌نامیدند. در این دوره، تعداد زیادی افسانه و روایت دربارهٔ گیلگمش شکل گرفت. احتمالاً در دوره میانی بابلی (ح. ۱۶۰۰ پیشا دوران مشترک – ح. ۱۱۵۵ پیشا دوران مشترک)، کاتبی به نام سین-لقی-اونینی حماسه گیلگمش را تصنیف کرد، حماسهای که به زبان اکدی نوشته شده و روایتگر دلاوری‌های قهرمانه گیلگمش است. در آغاز شعر گیلگمش "یک-سوم انسان، دو-سوم خدا معرفی می‌شود. |

## خدایان خارجی در میان‌رودان (بین‌النهرین)
| نام       | تصویر | خاستگاه | جزئیات                                                                                                  |
| --------- | ----- | ------- | --- |
| اهورامزدا |       | ایران   | در حاکمیت شاهنشاهی ساسانی تعدادی آتشکده در عراق امروزی برای اهورامزدا بنا شد، از جمله در اربیل و مدائن. |